# Sofija Haletschko

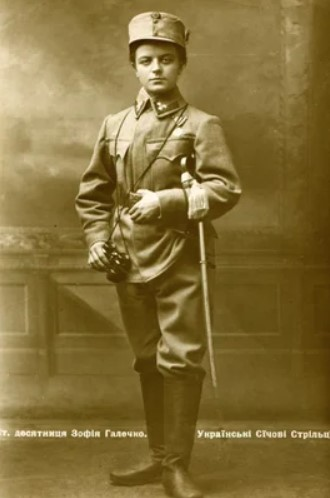
Sofija Haletschko (1916)

Sofija Haletschko (ukrainisch Софія Галечко, * 3. Mai 1891 in Nowy Sącz, Galizien; † 20. Juli 1918 in Passitschna, Ukrainischer Staat) war eine polnisch-ukrainische Krankenpflegerin und Unteroffizierin.

## Biografie
Sofija Haletschko war das Kind einer Polin und eines Ukrainers. Ihre Familie war nach ihrer Geburt nach Lwiw umgezogen, wo sie eine polnischsprachige Mädchenschule besuchte und am 27. Juni 1910 für ihren Schulabschluss eine Goldmedaille erhielt. Vom Wintersemester 1910/1911 bis zum Sommersemester 1914 studierte sie Germanistik an der philosophischen Fakultät der Universität Graz. Zudem engagierte sie sich für die ukrainische Gesellschaft, zum Beispiel durch die Initiation von Diskussionsabenden über Philosophie und Literatur und die Eröffnung eines Ladens für huzulische Waren. Gegen Ende ihres Studiums war ihr Verlobter Andrij Kurowez an Tuberkulose gestorben. Laut ihrer Waffengefährtin Hanna Dmyterko überwand Haletschko diesen Verlust nie.
Im Zuge des Ersten Weltkriegs absolvierte sie Sanitätskurse beim Roten Kreuz, arbeitete in Mukatschewo als Krankenpflegerin in einem Feldlazarett und schloss bei der Heeresverwaltung in Wien eine Militärausbildung ab. Sie arbeitete in einem Krankenhaus in Graz und verkaufte ihren Goldschmuck und deutsche Literatur im Wert von 200 Kronen. Den Großteil des Erlöses spendete sie an die Ukrainische Legion und vom Rest kaufte sie sich eine Uniform. Am 2. September 1914 trat sie der Ukrainischen Legion bei.
Im Februar 1915 wurde sie in einem Bericht der Grazer Tagespost mit dem Titel Eine Heldin unserer Universität erwähnt. Haletschko nahm an einer Schlacht am Berg Makiwka in den Karpaten vom 29. April bis zum 3. Mai teil, in der die ukrainischen Einheiten die russischen Einheiten abgewehrt und vertrieben haben. Sie beteiligte sich an der Einnahme von Drohobytsch und Schlachten in der Region Ternopil, darunter eine am 14. September, in der sie einen Kurin vor der Niederlage bewahrte. Vom 3. bis zum 5. November war sie an erfolgreichen Schlachten gegen General Brussilow beteiligt. Ihr Divisionskommandeur verlieh ihr die Silberne Tapferkeitsmedaille II. Klasse. Sie wurde zum Fähnrich befördert und kommandierte ihren eigenen Zug. Haletschko erhielt wiederholt den Auftrag, als Späherin hinter die russische Deckung zu gehen, und kam einige Male bis zu 30 Kilometer hinter die feindliche Linie. Ihr letztes Gefecht war bei Annaberg.
Aufgrund des patriarchalischen Systems wurde sie mehrfach zur Nachhut versetzt und bis Mai 1916 vollkommen von der Front verbannt. Im Juni erhielt sie Urlaub und reiste nach Wien. In einem Brief, den sie am 22. Juli an Roman Suschko, einen Oberst der Ukrainischen Legion, gesendet hatte, beschrieb sie die psychische Belastung, die durch das Fernbleiben von der Front ausgelöst wurde. Die Wiener Heeresverwaltung verbot ihr zunächst, zur Front zurückzukehren, jedoch erwirkte Suschko schließlich noch Haletschkos Rückkehr.
1918 wurde sie ohne Begründung vom Militär entlassen. Zu Hause konnte sie nicht lernen oder arbeiten, da sie eine chronische Augenentzündung hatte und im Krieg ihr Universitätsdiplom und das Zertifikat für ihre Arbeit im Krankenhaus in Graz verloren hatte. Ihr psychischer Zustand verschlimmerte sich. Im Juni 1918 erhielt sie Urlaub und ihr wurde nahegelegt, zum Verwaltungsdienst zu wechseln. Sie starb, als sie beim Schwimmen in der Bystryzja in einen Strudel geriet.